# Ligue démocratique albanaise
La Ligue démocratique albanaise (en monténégrin : Demokratski savez Albanaca ; en albanais :  Lidhja Demokratike Shqiptare abrégé en LDSH) est un parti politique Monténégro représentant la minorité albanaise. Il est enregistré le 20 septembre 2017 à Tuzi. Il est fondé à partir d'une scission de la Ligue démocratique du Monténégro. Le président du parti est Nikollë Camaj.

## Résultats électoraux

### Élections législatives
| Élection | Alliance | Votes | %    | Sièges | Rang | Gouvernement   |
| -------- | -------- | ----- | ---- | ------ | ---- | -------------- |
| 2020     | AL/LSh   | 6 488 | 1,58 | 1 / 81 | 8e   | Opposition     |
| 2023     | AF       | 6 488 | 1,58 | 2 / 81 | 8e   | Spajić (2023-) |